# Чапленко Василь Кирилович
Васи́ль Чапле́нко  (18 березня 1900, с. Миколаївка Новомосковського повіту Катеринославської губернії — †4 лютого 1990, Матаван, Нью-Джерсі, США) — український письменник, драматург, літературо- і мовознавець, критик, редактор, дійсний член УВАН та НТШ.
Псевдоніми та криптоніми — В. Гірчак, В. Світайло, В. Ватрослав, В. Кириленко, В. Кубанець, В. Недолюбень, Гедзь, Вс, Вч, ВЧ-о та ін. Справжнє ім'я та прізвище — Василь Кирилович Чапля.

## З біографії
Народився у селі Миколаївка (сучасний Новомосковський район на Дніпропетровщині). Вчився в двокласній міністерській школі з п'ятирічним навчанням. Закінчив школу навесні 1916, потім — Павлоградську вчительську семінарію (1920), учителював у с. Юр'ївка Павлоградського повіту (нині — райцентр). Продовжив навчання на літературно-мовному відділенні Катеринославського вищого інституту народної освіти, вступив до аспірантури при науково-дослідній кафедрі українознавства (1925).
Дебютував у літературі 1919 віршем у павлоградській газеті «Плуг и молот». Друкувався в катеринославських часописах «Споживач», «Зоря». Був членом літературної організації «Плуг», редколегії журналу «Зоря». 1927 року у Києві вийшла перша книжка оповідань «Малоучок».
Репресований у 1929 році у справі «СВУ», відбув сім місяців ув'язнення, потім влаштувався на робітфак Дніпропетровського металургійного інституту. У 1932 р. шукав роботи в різних містах: Сталіно, Луганську, Ашхабаді, Ставрополі, П'ятигорську.
У роки війни повернувся до Дніпропетровська, працював викладачем української мови у транспортному інституті. У 1943 р. виїхав до Німеччини, потім — до США (1949). Спочатку заробляв фізичною працею (на фабриці, у шпиталі), у 1952—1953 рр. був головним редактором недільного додатку до газети «Свобода», видавав часопис «Всесвіт». Заснував в УВАН «Постійну комісію для збереження літературної та мистецької спадщини В. Винниченка».
Жив у Брукліні. Помер 4 лютого 1990 р. у м. Матаван (штат Нью-Джерсі).
Похований на українському православному цвинтарі в Баунд-Бруку, штат Нью-Джерсі.
Перша дружина — Марія Балко, педагог, в 1920-х друкувалася в ж. «Зоря». Мати двох синів письменника — Юрія і Ярослава. Померла в Києві.
Син від першого шлюбу Юрій Чапленко (нар. 1924) — автор двох книжок, виданих у повоєнній Німеччині. Виступав під псевдонімом Юрій Балко. 1949-го разом з батьком переїхав до США. Був одружений першим шлюбом з донькою художника Юхима Михайлова Тетяною (померла 1989), видав монографію «Юхим Михайлів. Його життя і творчість» (укр. і англ. мовами, Нью-Йорк, 1988).

## Творчість
Автор збірок оповідань «Малоучок» (1927), «Любов» (1946), «Муза» (1946), «Увесьденечки»
(1948), «Зойк» (1957); повістей «Пиворіз» (1943) [Архівовано 18 вересня 2020 у Wayback Machine.], «На узгір'ї Копет-Дагу» (1944), «У нетрях Копет-даґу» (1951), «Люди в тенетах» (1951), «Півтора людського» (1952), «Українці» (1960), «Сумна доля добродія Безорудька» (1975); «Загибель Перемітька» (1961), історичного роману «Чорноморці» (1948—1957), історично-побутової комедії «Знайдений скарб» (1944), історичної комедії «Гетьманська спадщина» (1947), сатиричних творів «Ісько Ґава» (1949), драматичних творів «Третя сила» (1950), «Чий злочин?» (1952); праці «Сонет в українській поезії» (1930), «Пропащі сили. Українське письменство під комуністичним режимом 1920—1933» [Архівовано 16 жовтня 2021 у Wayback Machine.] (Варшава, 1988).
Найважливіша мовознавча праця — «Українська літературна мова XVIII ст. до 1917 p.», Нью-Йорк 1955; друге видання — «Історія нової української літературної мови», Нью-Йорк 1970), поширене й доведене до 1933 р. Як літературний критик виступає з позицій напряму, який він зве збагаченим реалізмом. Писав також про українізми у творчості М. Гоголя, про поодинокі проблеми української літературної мови, про етногенезу слов'ян тощо.

## Вшанування пам'яті
У Дніпрі є вулиця Василя Чапленка (колишня Фрунзе).
У Дніпрі по пр. Дмитра Яворницького, 102, на розу з вул. Василя Чапленко (на будівлі колишнього металургійного робітфаку, де викладав Василь Чапленко) відкрито меморіальну дошку на його честь.